# Platycoelia pomacea
Platycoelia pomacea är en skalbaggsart som beskrevs av Wilhelm Ferdinand Erichson 1847. Platycoelia pomacea ingår i släktet Platycoelia och familjen Rutelidae. Inga underarter finns listade i Catalogue of Life.